# Meritxell Calduch Prat
Meritxell Calduch Prat (Manresa, Bages, 10 de setembre de 1978) és una atleta catalana especialitzada en curses de fons.
Es va formar en el món de l'atletisme al "CA Manresa", i va competir també amb el "Fila Team" i el "FC Barcelona". Fou campiona de Catalunya de 5.000 m i 10.000 m l'any 1999, i quatre cops campiona de 10 km en ruta, els anys 2001, 2005, 2007 i 2008. També guanyà el 2005 el Campionat de Catalunya de marató per relleus a les files del CA Manresa. En les proves de cros fou subcampiona catalana el 2003 i el 2004, i va participar l'any 2000 en un Mundial. El 2009 fou campiona d'Espanya dels 10.000 m., i guanyà vuit cops el campionat de cros formant part de la selecció catalana –tres en júnior, cinc en sènior–. En pista coberta l'any 2000 ha estat campiona d'Espanya promesa dels 3.000 m., i dos cops campiona de Catalunya promesa. Altres curses en les quals ha participat i guanyat han estat la Cursa d'El Corte Inglés (2009), la Cursa de l'Ametlla de Merola, la Cursa El Pont de Vilomara i Rocafort (2007), els 10 km. de Manresa (2008), la Cursa de Sant Boi de Llobregat (2009), Cursa de Malgrat de Mar (2009), Cursa de la Mercè (2010), la Cursa Barri de Sant Antoni (2008, 2011), la San Silvestre Barcelonesa de Sant Cugat del Vallès (2010 i 2011), la Cursa per la Integració La Maquinista (2011), la Cursa Mulla't i Corre de Montmeló (2014) i 10 km. de Vilanova (2014), i les mitges maratons de Granollers (2008), Ciutat de Mataró (2007, 2010), Terrassa (2008, 2011) i Montornès-Montmeló-Vilanova-La Roca (2011).
Més enllà del seu vessant esportiu, Calduch és diplomada en magisteri d'educació física per la Universitat Autònoma de Barcelona (UAB) i ha treballat com a mestra. També ha estat tècnica d'esports a l'Ajuntament de Manresa. El 2015 es va presentar com a candidata a les Eleccions municipals pel municipi de Manresa, però no va ser elegida.